# Sunja
Sunja falu és község Horvátországban, Sziszek-Monoszló megyében.

## Fekvése
Sziszek városától légvonalban 20, közúton 29 km-re délkeletre, a sziszeki Szávamente és a Báni végvidék határán, a Sunja-folyó partján fekszik. A községet északról a Száva, délről a Zrinyi-hegység határolja.

## A község települései
A községhez Bestrma, Bistrač, Blinjska Greda, Bobovac, Brđani Cesta, Brđani Kosa, Crkveni Bok, Čapljani, Četvrtkovac, Donja Letina, Donji Hrastovac, Drljača, Gornja Letina, Gradusa Posavska, Greda Sunjska, Ivanjski Bok, Jasenovčani, Kinjačka, Kladari, Kostreši Šaški, Krivaj Sunjski, Mala Gradusa, Mala Paukova, Novoselci, Papići, Petrinjci, Pobrđani, Radonja Luka, Selišće Sunjsko, Sjeverovac, Slovinci, Staza, Strmen, Sunja, Šaš, Timarci, Vedro Polje, Velika Gradusa, Vukoševac és Žreme települések tartoznak.

## Története
A Száva és a Sunja folyók közötti térségben már a történelem előtti időben is éltek emberek. Ezt bizonyítja a Pleće nevű magaslaton fekvő régészeti lelőhely, ahol egykori halásztelepülés maradványait, cseréptöredékeket találtak. A Kr. e. 4. században a „segestani” törzshöz tartozó kelták törtek be az addig illírek lakta területre. Ők alapították a térség legjelentősebb városát, az innen északnyugatra fekvő, akkor még Segesticának nevezett Sziszeket. A várost az Octavianus vezette római sereg az i. e. 35 és 33 között a kelet-alpesi japodok elleni hadjáratában foglalta el, majd a kelta várossal átellenben, Kulpa bal partján katonai tábort létesített, melyet Sisciának nevezett el. Sisciából két fontos római út vezetett át a mai Sunja területén, az egyik az akkori Sirmiumba (Szávaszentdemeter), a másik Salonába vezetett.
A szlávok a 7. században érkeztek erre a vidékre. A közeli Sziszeken rendezte be székhelyét az első szlavón herceg Ljudevit Posavski („Liudewit"), aki 819 és 822 között háborút vívott a frankokkal. A pannóniai horvát hercegség bukása után a térség előbb a frankok, majd a 10. század elején az újonnan megalapított Horvát Királyság uralma alá került. 1097-ben a Petrova gora hegységben vívott csatában győzte le Könyves Kálmán serege Svačić Pétert az utolsó horvát királyt, majd a Kálmán király és a horvát nemesség közötti megállapodás a „pacta conventa” értelmében Horvátország részeként ez a terület is a Magyar Királyság része lett.
1334-ben a zágrábi püspökséghez tartozó plébániák összeírásában Ivan főesperes megemlíti a gredai Szent Miklós plébániát is „ecclesia Sancti Nicolai de Greda” alakban. A plébánia alapításáról nincs írásos forrás, de bizonyos, hogy első említésénél jóval korábbi volt. 1526-ban II. Lajos király a gredai birtokot Keglevich Péternek adta. 1556-ban miután Kostajnica vára elesett ez a terület is török kézre került. Az állandó harcok elől a lakosság a biztonságosabb Nyugat-Magyarországra, főként a mai Burgenland területére menekült, mások török fogságba estek. A gredai plébánia kevés megmaradt lakossága a kostajnicai plébániához került. Az 1683 és 1699 között zajlott felszabadító harcokat a karlócai béke zárta le, melynek eredményeként a török határ az Una folyóhoz került vissza. Sunja térsége 1687-ben szabadult fel a török uralom alól. A kiürült területre hamarosan megkezdődött a keresztény lakosság betelepítése.
A Keglevichek a Felső-Szávamentéről telepítették ide jobbágyaik egy részét. Uradalmuknak ehhez a részéhez abban az időben Bistrač, Selišće, Letina Gornja és Donja, Gradusa, Žreme, Krivaj, Greda és Sunja falvak tartoztak. Boszniából települt át horvát lakosság Bobovac, Staza, Hrastovac és Vedro Polje falvakba. Bár e terület hivatalosan a horvát bánok és a szábor fennhatósága alá tartozott az osztrák generálisok azonban védelmi célból a Zrínyi-hegység vidékére a török határövezetből érkezett pravoszláv vlachokat, köznevükön martalócokat telepítettek be, akik korábban török szolgálatban a horvát falvak és városok fosztogatását végezték. Ezzel lényegesen megváltoztatták e vidék etnikai összetételét.
1716-ban immár Sunja székhellyel megalapították a katolikus plébániát. Mária Terézia uralkodása alatt Sunja szabad királyi városi rangot kapott. Ebben a békés időszakban megkezdődött a település intenzív fejlődése és kereskedelmi központtá válása. 1773-ban az első katonai felmérés térképén a település „Dorf Szunya” néven szerepel. A település iskolája az 1802/1803-as tanévben működött először, majd kisebb szünet után 1827-től a mai napig működik. 1822-ben elkezdődött a plébániatemplom építése, egyúttal lebontották a Kovarec–patak mellett állt régi, rossz állapotú gredai plébániatemplomot. Az új templom felszentelése 1825-ben történt. 1881-ben megindult a vasúti forgalom, mely elősegítette a további fejlődést. A kisvárossá fejlődött Sunja közigazgatási, gazdasági és kereskedelmi központ lett fejlett kézműiparral. 1895-ben megalakult a sunja-gredai tűzoltóegyesület. 1907-ben megkezdte működését az egyesület fúvószenekara.
A településnek 1857-ben 848, 1910-ben 1275 lakosa volt. Sunja község 5247 lakosából 1910-ben 22 magyar, 3643 horvát, 1524 szerb volt. Ebből 3681 római katolikus, 1524 görögkeleti ortodox, 26 izraelita volt. Zágráb vármegye Petrinyai járásához tartozott. 1912-ben megkezdte működését az ipari-kereskedelmi iskola. 1918-ban az új szerb-horvát-szlovén állam, majd később Jugoszlávia része lett. 1927-ben megalapították az ŠK Sunjski labdarúgóklubot. Bár az 1929 és 1933 közötti gazdasági világválság ezen a térségen is rajta hagyta nyomait Sunjának ekkorra már állami alapiskolája, ipari és kereskedelmi iskolája, plébániatemploma, polgármesteri hivatala, postája, telefonja és távírója, orvosi és állatorvosi rendelője, gyógyszertára, vasútállomása, olvasóköre, ipartestülete, tűzoltósága, mozija, takarékpénztára volt. A településen a Hvratski Sokolnak és a Vöröskeresztnek helyi szervezete működött, de volt itt amatőr színjátszókör és a tamburazenekar is. Ipari létesítményei közül említésre méltó a gőzmalom, a fűrészüzem, a bőrüzem, a faüzem, a növényszárító és néhány vízimalom.
A második világháború idején a Független Horvát Állam része volt. A háború után enyhült a szegénység és sok ember talált munkát a közeli városokban. 1991-ben a háború előtt lakosságának 62%-a horvát, 25%-a szerb nemzetiségű volt. 1991. június 25-én a független Horvátország része lett. A délszláv háború idején sikerrel védték meg a horvát erők, de a harcok következtében házai majdnem teljesen megsemmisültek. Védői nagyrészt helybeliek voltak, de jöttek harcosok csaknem az egész ország területéről. A községnek a 2001-es népszámláláskor 5866 horvát, 1288 szerb, 1 magyar a többi egyéb lakosa volt. A településnek 2011-ben 1412, a községnek összesen 5748 lakosa volt.

## Népesség
| Lakosság változása | Lakosság változása | Lakosság változása | Lakosság változása | Lakosság változása | Lakosság változása | Lakosság változása | Lakosság változása | Lakosság változása | Lakosság változása | Lakosság változása | Lakosság változása | Lakosság változása | Lakosság változása | Lakosság változása | Lakosság változása |
| ------------------ | ------------------ | ------------------ | ------------------ | ------------------ | ------------------ | ------------------ | ------------------ | ------------------ | ------------------ | ------------------ | ------------------ | ------------------ | ------------------ | ------------------ | ------------------ |
| 1857               | 1869               | 1880               | 1890               | 1900               | 1910               | 1921               | 1931               | 1948               | 1953               | 1961               | 1971               | 1981               | 1991               | 2001               | 2011               |
| 848                | 923                | 932                | 1.118              | 1.146              | 1.275              | 1.208              | 1.296              | 1.402              | 1.510              | 1.901              | 2.111              | 2.133              | 2.113              | 1.397              | 1.412              |

## Nevezetességei
- Szent Mária Magdolna tiszteletére szentelt római katolikus plébániatemploma[4] egyhajós, négyszög alaprajzú épület a keleti oldalon előtérrel, a nyugati oldalon félköríves szentéllyel. A homlokzat oromzata felett magasodik a harangtorony. Az 1822 és 1825 között épített késő barokk-klasszicista templom a település közepén áll, nyeregtető fedi, toronysisakja bádoggal fedett. A megye egyik legjelentősebb szakrális épülete.
- Nepomuki Szent János tiszteletére szentelt római katolikus kápolnája.
- A településen több, védett, hagyományos népi építésű lakóház áll. Ilyen a Brezje 5. szám alatti fa lakóház, a Matija Gubec utca 31. szám alatti lakóház, a Nazor utca 26.[5] és 36. szám alatti lakóház és a Savska 26. szám alatti lakóház. A régi szávamelléki ház legtöbbször nagyméretű emeletes épület. Vastag tölgyfadeszkából és gerendából építik, mely anyag legtöbbször faragott, de lehet fűrészelt is, melyet kötőgerendával rögzítenek. A tetők korábban zsindellyel voltak fedve, vagy hasított deszkával, ma viszont már a hódfarkú cserepet használják. Az ablaknyílások általában kis méretűek, két szárnyú fa zsaluval vannak ellátva. A földszint és emelet, valamint az emelet és oromzat között egy „krovec"-nek nevezett rész van, feladata a közvetlen esőtől védje az ablakokat. Az emeleti homlokzaton pedig faragott díszítés van.

## Sport
- NK Sunjski Sunja labdarúgóklub
- röplabdaklub
- íjászklub
- sporthorgászklub